# Ceraia chrysotainia
Ceraia chrysotainia é uma espécie de orquídea de flores pequenas que duram muito pouco, mas que floresce diversas vezes ao ano, nativa do Sulawesi.